# 神尾葉子
神尾葉子（日語：かみお ようこ，1966年6月29日—），日本漫畫家，出生於東京都，女性，畢業于東京工藝大學女子短期大學部。

## 經歷
神尾葉子在1986年出道，出道作是集英社《瑪格麗特》19集中刊載的。1992至2004年，她於半月刊《瑪格麗特》長期連載著名的《流星花園》，且獲得第41回日本小學館漫畫賞（少女部門）。1995年左右，她曾為日本高額納稅者之一，而《流星花園》銷售量亦超過5800萬本，是日本少女漫畫中銷量最好的作品，並曾獲翻譯成不同語言版本，同時也多次翻拍為電影及偶像劇，收視率都不錯，參與藝人更因此成名。

## 作品
- 虎與狼（全6册）
- （全1册）
- （全1册）
- 喜歡喜歡最喜歡（原名）（全1册）
- 芽理的小羊（原名）（全5册）
- 流星花園（又譯《花樣男子》、原名）（Margaret、全37册） [5]
- 貓街（別冊Margaret、全8册）
- 小祭SPECIAL（JUMP SQUARE、全4册）
- 花過天晴～花樣男子 Next Season～